# ويل دينتون
ويل دينتون (بالإنجليزية: Will Denton)‏ هو ممثل أمريكي، ولد في 21 فبراير 1990.

## وصلات خارجية
- ويل دينتون على موقع IMDb (الإنجليزية)
- ويل دينتون على موقع ألو سيني (الفرنسية)
- ويل دينتون على موقع أول موفي (الإنجليزية)
- ويل دينتون على موقع قاعدة بيانات الأفلام السويدية (السويدية)
- ويل دينتون على موقع قاعدة بيانات الفيلم (الإنجليزية)
- ويل دينتون على موقع كينوبويسك (الروسية)